# Hyracodon

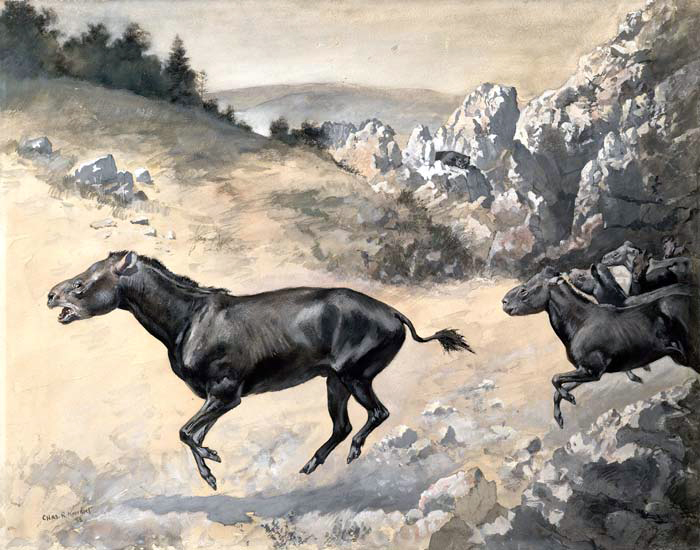
Реконструкція

Hyracodon («зуб дамана») — вимерлий рід непарнопалих ссавців.
Це був легкий ссавець, схожий на поні, довжиною близько 1,5 м. Череп Гіракодона був великим у порівнянні з рештою тіла. Зуби гіракодона нагадували зуби пізніших носорогів, але це була набагато менша тварина і мало чим відрізнялася за зовнішнім виглядом від примітивних коней, сучасником яких він був (32–26 мільйонів років тому). У нього була коротка широка морда, а його довгі тонкі кінцівки мали три пальці.